# 극장판 뽀잉: 슈퍼 변신의 비밀
"극장판 뽀잉: 슈퍼 변신의 비밀"은 2019년 공개된 대한민국의 애니메이션 영화이다.

## 출연
주연
- 전태열 : 뽀잉 역 (목소리)
- 엄상현 : 하이에나 박사 역 (목소리)
- 홍소영 : 몽바 역 (목소리)
- 정영웅 : 빙빙이 역 (목소리)
- 박선영 : 토리 역 (목소리)

조연
- 김은아 : 엘루 역 (목소리)
- 홍진욱 : 불리 할아버지 역 (목소리)
- 이민규 : 마을주민 역 (목소리)
- 천지선 : 병아리남 역 (목소리)